# Moronyamplung
Moronyamplung is een bestuurslaag in het regentschap Lamongan van de provincie Oost-Java, Indonesië. Moronyamplung telt 2625 inwoners (volkstelling 2010).